# دورات اللغة المكثفة المفتوحة عبر الإنترنت
دورات لغة MOOCs (دورات اللغة المكثفة والمفتوحة عبر الإنترنت أو LMOOCs) هي دورات تقدم على شبكة الإنترنت يمكن الوصول إليها مجانًا لفترة محدودة من الوقت، تم إنشاؤها للراغبين في تطوير مهاراتهم في لغة معينة. كما قال سوكوليك (2014)  ، انه التحق عدد كبير بهدة الدورات المجانية والغير مخصصة لفئة عمرية معين أو لموقع جغرافي محدد. حيث يجب عليهم اتباع تعليمات الدورة، أي تشتمل على مناهج دراسية وجدولا زمنيا يحتوي على توجيهات مقدمة من أحد المدربين أو عدة مدربين.. الدورات المكثفة على شبكة الإنترنت MOOC ليست جديدة إلى هذا الحد، وذلك لأن الدورات الدراسية التي تتمتع بمثل هذه الخصائص كانت متاحة على الإنترنت لفترة طويلة من الوقت قبل أن يضع ديف كورمييه مصطلح "MOOC" في عام 2008. وعلاوة على ذلك، يُنظر إلى MOOC عموماً على أنها التطور الطبيعي OER (الموارد التعليمية المفتوحة المصدر)، وهي مواد يمكن استخدامها بحرية في التعليم. يمكن الوصول إليها مجانًا وتستخدم في التعلم والتعليم والتقييم.
ورغم أنه يبدو أن هناك أمثلة قليلة جداً على LMOOC التي يقدمها موفرو خدمة MOOC ، فإن المؤلفين، مثل مارتين مونجي وبارسينا (2014)،  ، يقلون أن هذه الدورات المفتوحة على الإنترنت يمكن تصميمها بشكل فعال لتسهيل تطوير المهارات اللغوية التواصلية في مجموعات قد تكون ضخمة وغير متجانسة إلى حد كبير، والتي ينصب اهتمامها الرئيسي على تعلم لغة أجنبية. إن البحث العلمي في هذا المجال لازال في البداية، حيث لم ينشر حتى الآن سوى دراستين حول هذا الموضوع. وهذه المجلدات، التي تعتبر معالم بارزة في المجال الناشئ، تستند إلى العمل المأخوذ من نظام "call" (تعليم اللغات بمساعدة الكمبيوتر)، الذي أثبت منذ أمد طويل مدى ملاءمة التعليم اللغوي المعزز تكنولوجياً 

## تاريخ النشأة
ببدأت أولى دورات اللغة المكثفة والمفتوحة عبر الإنترنت بالظهور في شهر أكتوبر 2012، على سبيل المثال الدورات التي تشمل ثلاث دورات للغات المكثفة والمفتوحة عبر الإنترنت التي بدأت من الجامعة الاسبانية الوطنية للتعلم عن بعد (UNED).بما یتعلق باللغة الإنجليزية فأن دورات اللغة المكثفة والمفتوحة عبر الإنترنت تعلم آول الف کلمة لي 45.102 طالب، وتعلم اللغة الإنجليزية المتقدمة لي33.588 طالب، إما بالنسبة للغة الاسبانية فان الجامعة الاسبانية الوطنية للتعليم عن بعد تقدم دورة اللغة الألمانية  المكثفة والمفتوحة عبر الإنترنت لأولئك الأشخاص الناطقين باللغة الاسبانية مع 22.438 طالب. بدأت الجامعة البريطانية المفتوحة أيضا بتقديم دورات ترجمة مكثفة ومفتوحة عبر الإنترنت في نفس الوقت تقريباً ولم يستخدموا مصطلح دورات اللغة المكثفة والمفتوحة عبر الإنترنت لأنها لم تكن متواجدة في ذلك الحين. لدى دورة اللغة الاسبانية أدوات وسائط الإعلام الاجتماعية المتكاملة مثل Skype Google hangouts من أجل تعزيز التزامن  والتفاعل الشفهي.
من أوائل الأمثلة الأخرى  مشاركة تود براينت في إطلاق دورة اللغة الإنجليزية المكثفة والمفتوحة عبر الإنترنت دورة مفتوحة للمتحدثين باللغة الاسبانية لتعلم اللغة الإنجليزية باستخدام موقع التبادل THE MIXXER ليتواصل متعلمي اللغة مع المتحدثين الأصليين من أجل التبادل المشترك. قد بذلت بعض المحاولات لتجميع قوائم المتقدمين لدورات اللغة المكثفة والمفتوحة عبر الإنترنت وكذلك الدورات المتاحة،  ولكن يبدو انه من المستحيل مواكبة التغييرات المستمرة في برنامج الدورة المكثفة والمفتوحة عبر الأنترنت. يبدو إن دورة اللغة المكثفة والمفتوحة قد حظيت مؤخرا باهتمام المؤسسات الحكومية وهناك مشروع أوروبي على وجه التحديد يركز على مشروع دورة اللغة المكثفة والمفتوحة عبر الإنترنت وهو مشروع LANGMOOC ،  بالإضافة إلى مشاريع أخرى، مثل مشروع ECO، الذي ضم دورات اللغة المكثفة والمفتوحة عبر الإنترنت في كتالوجها.

## معلومات عن المووك
لمزيد من الاستيعاب اقراء المناقشات لعام 2015،  والتي طالبت بدعم تعليم اللغة عبر الإنترنت بمجموعة من الادوات والتقنيات للطلاب لتدريب المهارات اللغوية الاستقبالية والانتاجية ذات الصلة كما لو كانت مواقف التواصل الواقعي. ونعتمد الاحتمالات لمثل هذه الحلول التكنولوجية على هدف نوع الدورات الدراسية المفتوحة عبر الإنترنت. وتتوفر أنواع عدة من الدورات الخاصة بالأدبيات، لكن النوعين الأكثر شيوعا هماCMooc and XMooc. الأول مستوحى من مفاهيم التعليم المفتوح (التقنيات والموارد) وهذا لا يعمل على منصة واحدة (ولكن يتم توزيعه عبر العديد منها), ويساعد على التفاعل والانخراط. عادتا ما يمثل الأخير كاستمرار لأنواع أخرى من دورات التعلم الالكترونية التي قامت بها المؤسسات، وبالتالي، تتكون هيكل دورة مماثلة، وتتبع النماذج التعليمية القياسية وجها لوجه.
وبالنسبة للدورات الدراسية المفتوحة عبر الإنترنت القائمة على منصة XMooc، عادة ما تشمل الموارد والادوات المتاحة للطلاب مواد نصية على هيئة صفحات على الويب أو ملفات PDF منظمة أو عناوين URL  لمحتوى خارج النظام الاساسي، وتسجيلات سمعية بصرية (غالبا ما يتم تطويرها وتخزينها مواقع الفيديوهات الاجتماعية كاليوتيوب والفيمو), أيضا مهام وتمارين مثل اختبار الاختيار من متعدد المغلق والتي تمثل الية التقييم الأساسية، والاجابات المفتوحة على سبيل المثال، القائمة على الكتابة الحرة، والتي يمكن مقارنتها بالإجابات النموذجية أو تقييمها باستخدام نظير لها، أخيرا، المنتديات التي تعتبر كوسيط رئيسيا للمتعلمين للتفاعل وممارسة الاتصال بالغة الهدف، والتي بدورها تعتبراليه قيمة في مساعدة الطلاب بعضهم البعض والإجابة على اسئلة اقرانهم. بالنسبة إلى لدورات تعلم اللغة عبر الإنترنت المبنية على نموذج CMooc، يمكن استخدام مجموعة  من ادوات الويب 2.0 عبر الإنترنت لتمكين الطلاب من إجراء إعادة دمج وتغيير الغرض والمشاركة في إنشاء محتوى فعال، وتعزيز طبيعة المجتمع للتعلم التعاوني والاجتماعي. عادة ما تكون انشطة XMoocفي غاية التنظيم وقد لا تتوفر للطلاب فرصة التواصل المطلوبة لاستخدام ما تمت رؤيته أو سماعة للتو بطريقة مفتوحة ومرنة بما في ذلك التعليقات الدقيقة لأنواع مختلفة ومتكاملة. ومع ذلك وعلى عكس XMooc، غالبا ما تكون طبيعة CMook غير المهيكلة والمتغيرة باستمرار جنبا إلى جنب، كما يلاحظ برينان (2014), أن الحمولة المعرفية المرتبطة بالحجم الهائل المتاح للمعلومات، وعدد التغريدات والمنشورات وما إلى ذلك درجات متفاوتة من صعوبة الأنشطة (مع القليل من التوجيه ان وجد), وما قد يزيد من الصعوبات على المتعلمين هو الحاجة إلى استخدام أدوات ومنصات مختلفة وما إلى ذلك. يحاول البحث الحالي (2014,Sokolik)الجمع بين فوائد كلا النوعين من النماذج.

## ملخصات وأدوار جديدة للطلاب والمدربين
تعتبر Castrillo de Larreta-Azelain (2014)من أوائل الأوراق البحثية المنشورة التي تركز على الأدوار والكفاءات والاستراتيجيات المنهجية للمعلمين في دورات اللغة المكثفة والمفتوحة عبر الإنترنت وعلى أساس البحث التجريبي يتم تحديد أدوارهم الرئيسية من الناحية النظرية والعملية. يرتبط الإطار المقترح بنموذج التدريس النظري لسلمون ) ويستند إلى هرم مهارات هامبل وستيكلر 2005 ، على الرغم من التركيز على إطار عمل كرومبتون2009  ،  والتي تشمل المجموعات الرئيسية الثلاثة لتدريس اللغة عبر الإنترنت: التكنولوجيا وعلم التربية والتقييم.
تم تصميم النموذج الذي اقترحه المؤلف لإعادة تعريف دور المعلم في هذا المجال وفقًا للمراحل المختلفة الموجودة في دورة اللغة المكثفة والمفتوحة عبر الإنترنت. تم تحويل المهمة الرئيسية لفرق التدريس في دورات اللغة المكثفة والمفتوحة عبر الإنترنت بالكامل تقريبًا إلى تصميم الدورة التدريبية وتفصيلها قبل أن تبدأ بالفعل.يقال أن التصميم التعليمي اللازم للدورة يتطلب نظاما منهجيا، يستند إلى التعلم المتقن الذي يتكون من أربع خطوات. علاوة على ذلك، يُقترح تطبيق استراتيجيات الكشف عن مجريات الأمور للمساعدة في تقديم محتوى الدورة ونقله.
في دورة اللغة المكثفة والمفتوحة عبر الإنترنت، يحتاج المدرسون إلى أن يصبحوا صانعين وميسرين وقادة وإداريين، وأن يكونوا قادرين على حل  المشاكل، واقتراح المواد التكميلية، وتنظيم المنتديات، وتحفيز الطلاب، والإشراف على تجربة التعلم بأكملها خلال وقبل وإثناء وبعد دورة اللغة المكثفة والمفتوحة عبر الإنترنت، المعلمون هم أيضًا باحثون ومجمعون ومحللون لبيانات المتعلمين.
أما بالنسبة للطلاب،  فقد حدد أندرسون وآخرون (2014) خمسة أدوار مختلفة يمكن أن يؤديها أولئك الأشخاص  المشاركون في دورة اللغة المكثفة والمفتوحة عبر الإنترنت.
1-المشاهدون، الذي يشاهدون المحاضرات في المقام الأول، يسلمون القليل من المهام- إن وجدت
2- المحللون، الذين يسلمون بشكل أساسي المهام  بغرض الحصول على درجة ويشاهدون القليل إن وجد من المواد السمعية والبصرية
3- الذين يكافئ  بين مشاهدة مقاطع الفيديو وتسليم المهام
4- هواة جمع المحاضرات، الذين يقومون في اغلب الأوقات  بتنزيل المحاضرات، يقومون بتسليم بعض المهام. على عكس المشاهدين قد يشاهدون أو لا يشاهدون المحاضرات بالفعل
5- المارة، أولئك الذين يسجلون في الدورة، ولكن قد لا يسجل الدخول على الإطلاق.

## إمكانية الوصول
تعد Moocs أمثلة على تقدم بيئات التعلم الإلكتروني ونحو تطورا أكثر لسيناريو التعلم القائم على الكمبيوتر والجوال جنب إلى جنب مع التقنيات الاجتماعية التي بدورها ستؤدي إلى ضهور أنواع جديدة من تطبيقات التعلم  والتي تعزز عملية التواصل والتعاون. يجب أن تستفيد هذه التطبيقات من الظروف الفريدة للإنترنت المتنقل وانتشار الوصول إلى الإنترنت، واستكشاف إجراءات ناجحة للتعلم. ومع ذلك لا يزال الوصول إلى منصات Mooc يشكل عائقا، وهناك أيضا نقص في امكانيات الوصول إلى موارد التعلم وأدوات الاتصال، وحتى واجهات المستخدم الشخصية. ومن المؤكد ان كل هذه المشكلات تضيف صعوبات اضافية، مثل الحاجة إلى تطوير مهارات رقمية أو اجتماعية للطلاب ذوي التنوع الوظيفي.
قد يواجه الطلاب الذين يستخدمون التقنيات المساعدة مشاكل أثناء التنقل في بيئة المووك، والوصول إلى النظام الرئيسي (عملية تسجيل الدخول), أو حتى استخدام محتوى التعلم الموجود في النظام الأساسي. كان للقوة الدافعة الفضل للتطبيق المفيد للوسائط المتعددة والمحتوى السمعي البصري في مجال التعلم لتفضيل تعلم اللغة. وتعتمد غالبية تطبيقات الويب والصفحات على مجموعة من الموارد المرئية والمسموعة والمرئية المشتركة مثل (Flicker أو You tube). أيضا Moocsمليئة بفيديوهات العروض التقديمية والرسوم المتحركة والتقديم الذاتي التلقائي (بعض منها قائم على الوسائط المتعددة) المدموجة بها. يضيف هذا الإدخال للمحتوى السمعي البصري في منصات التعلم الإلكتروني صعوبة جديدة لمتطلبات الوصول لأنها تتضمن عناصر جديدة وبالتالي تتوسع الفجوة الرقمية وليس فقط لذوي الإعاقة. كيف تم تصميم Mooc  وكيف تعمل واجهاتهم وكيف يتم العامل مع الاتصالات وكيف تجري التقييمات (على سبيل المثال، الطريقة التي يجب على الطالب أن يسجل بها صوته لتسجيل مقطع يتحدث فيه اللغة) وما الشكل الذي يكون عليه المحتوى التعليمي كل هذه المشكلات تؤثر على امكانية الوصول إلى هذه الانظمة. ويكمن التحدي لأي بيئة لتعليم اللغة في امكانية الوصول من حيث المجتمع الذي ترغب في المشاركة معه، والتأكد من أن العمليات مثل التسجيل في دورة تدريبية أو التنقل في النظام أو الوصول إلى مواد التعلم والتقييم أو التفاعل مع الأقران يمكن تحقيقها من خلال استخدام التقنيات المساعدة. وعلاوة على ذلك لا تزال هناك بعض التحديات التي يجب مواجهتها في تعلم اللغة التي يسهل الوصول اليها، وهي
- قابلية القراءة: يجب تحديد المفاهيم النظرية بدقة من خلال توفير الصوت والصورة من خلال مزج من النص (الذي يجب أن يكون موسوما بشكل صحيح).
- التخصيص: يجب أن تكون منصات Mooc قادرة على اضفاء الطابع الشخصي للمستخدم، من حيث: اختيار الملف الشخصي والالوان والتباين الكافي والمساعدين المفعلين بالصوت وهذا ما سيساعد على جذب انتباه الطالب.
- وسائل الاتصال: القلق هو أحد المتغيرات الرئيسية التي تؤثر على الطلاب ذوي الاحتياجات الخاصة أثناء مواجهة هذا النوع من التعلم. كلما تم توفير الكثير من أدوات الاتصال، يتضاءل الاضطراب..
- الذكاء: في الاتصال الكلامي، الوضوح هو مقياس لمدى فهم الكلام في ظروف معينة وتأثره سلبا بالضوضاء والصدى.

غالبًا ما يتم تصميم واجهة MOOC بواسطة النظام الأساسي نظرًا لأن بعض الميزات - أدوات التعلم والاختبار - لا يمكن تحريرها أو تخصيصها بواسطة المساعدين الأكاديميين. قد تتقيد المواد وطرق التوصيل التابعة بمجموعة من المعايير تعرف معايير إمكانية الوصول. تتم غالبية أنشطة التعلم التي يتم إجراؤها باستخدام بعض الأجهزة أو البرامج المصممة للاستخدام الغير المحدد مع التطبيقات التعليمية، وبالتالي، غالبًا ما تظهر مشكلات قابلية الاستخدام. علاوة على ذلك، هناك مشاكل فنية أو عدم توافق، عندما لا يمكن الحصول على التكنولوجيا المطلوبة، أو لا يمكن الحصول على مواد بتنسيقات بديلة. علاوة على ذلك، تحتوي بيئات MOOC عادةً على مجموعة متنوعة من المكونات التي لا تشترك دائمًا في اتساق منطق الواجهة أو العناصر التفاعلية، بدءًا من المشاركات في المنتدى، أو تكوين عناصر في الاختبارات أو الاختبارات المحددة بوقت من خلال تشغيل مقاطع الفيديو المضمنة أو تنزيل مجموعة متنوعة من تنسيقات المستندات . تعد محاضرات الفيديو من العناصر الأساسية في نموذج MOOC ، ويجب تقليل عقبات التفاعل مع النظام الأساسي أو المحتوى. - ومع ذلك، فإن التنسيقات البديلة التي يمكن الوصول إليها والترجمات و / أو مترجمي لغة الإشارة للمواد السمعية البصرية وتسجيلات الوصف الصوتي ليست متاحة بسهولة على الرغم من وجود إرشادات رائعة، مثل سانشيز.
يمكن أن يكون للتصميم التربوي والمرئي للدورات المكثفة على شبكة الإنترنت (MOOCs) وهندستها المعلوماتية وإمكانية استخدامها وتصميمها التفاعلي تأثيرًا سلبيًا على مشاركة الطلاب ومعدلات ا كمال الدورات كما تم تحليلها سابقًا في تعلم الكبار. أثناء تصميم خدمة تستند إلى MOOCs ليستخدمها الأشخاص ذوو التنوع الوظيفي، من المهم مراعاة مستوى إمكانية الوصول لكل جزء من أجزاء النظام وأيضًا دور المعلومات الوصفية المتعلقة بالتنوع الوظيفي، على سبيل المثال، تحديد ملفات تعريف مستخدم محددة.
على الرغم من أن حواجز الوصول المعتادة قد تظل قائمة، إلا أنه يمكن استخدام نموذج المشاركة على نطاق واسع وإمكانية الوصول الاجتماعي  للدعم المستخدمين ذوي الاحتياجات الخاصة عن طريق تقديم المساعدة من الأقران فيما يتعلق بالمهارات الدراسية وتكييف المحتوى  والمساعدة عن بُعد. في حالة وجود تفاعل كاف بين المستخدمين، يمكن للطلاب داخل النظام التعلم من زملائهم الطلاب وتقديم مساهمة من خلال مساعدة زملائهم. في النهاية، يمكن إثراء الموارد بوسائل الإعلام، وتحقيق مستوى أعلى من الجودة: نسخ الخرائط الذهنية، والتسجيلات الصوتية للبث الإذاعي، وما إلى ذلك. جميع الموارد مجمعة معًا في مجموعات مصادر التعلم التي ستفيد جميع أصحاب المصلحة وعلى مختلف العمليات المنتشرة في كل مكان.
مرونة خدمة تعلم اللغة التي تقدمها MOOCs للتعلم في أي مكان وزمان ووتيرة، مما يعزز التواصل والتفاعل المستمر بين جميع المشاركين في مجال المعرفة وبناء المجتمع، ولا سيما هذه الفئة المحرومة التي يمكنها بالتالي تحسين مستوى قابليتها للتوظيف والإدماج الاجتماعي، حيث يلعب تعلم اللغة دورًا مهمًا.

## التحديات
نموذج MOOC ، يتيح التعلم لعدد كبير من الناس، الذين يواجهون بعض الصعوبات والتي يجب التغلب عليها قبل أن يتمكنوا من استبدال الأساليب الأخرى للتعليم والتعلم عبر الإنترنت. بعض هذه التحديات شاملة لجميع أنواعMooc M والبعض الآخر، كما قال بارسينا وآخرون (2014)،  خاصة فيما يتعلق بدورات اللغة. وفيما يتعلق بالنوذج العام، نظرًا لأن معظم الدورات هي في الأساس XMooc، فإن الغرض منها هو توفير نفس تجربة التعلم لجميع الطلاب الذين يخوضونها، وبالتالي الحد من إمكانيات التدريس الفردي والتعلم الشخصي. وهناك مشكلة أخرى تتمثل في تقييم الطلاب وكيفية منع الغش،  وعادة ما يتم استخدام الاختبارات المغلقة ولكنها تفتقر إلى مرونة الإجابات الخطية / الشفوية المفتوحة. معدلات التسريب المرتفعة وما يرتبط بها من نقص في المشاركة داخل المنتديات تحد أيضًا من إمكانيات التعلم المشترك، وهو أمر ضروري للغاية لتطوير العديد من الكفاءات المختلفة. أخيرًا، المسألة الاقتصادية الخاصة بكيفية تغطية نفقات إعداد وتشغيل وإدارة الدورات . تعكس التحديات السابقة أو المرتبطة بالمووك كطريقة طبيعة تعلم إكتساب مهارات اللغة بالإضافة إلى الاستيعاب المعرفي، حيث يحتاج الطلاب إلى استخدام وتطبيق الهياكل اللغوية التي يتعلمونها في بيئة واقعية باستخدام محاكاة واقعية قريبة من ردود الفعل الأصلية.
تقدم الابحاث حول الدورات المكثفة المفتوحة عبر الإنترنت، والتكنولوجيا والمنهجيات ذات الصلة، طرقًا لمواجهة بعض هذه الصعوبات، وتحفيز الطلاب وإشراكهم بشكل كامل في أنشطة التعلم المتعلقة بتطوير مهاراتهم في اللغة الثانية. علاوة على ذلك، مع تغير طبيعة المجتمع، فإن الطريقة التي يتم بها تعلم اللغة عبر الإنترنت ستتطور. كما هو الحال في المجالات الأخرى للتعلم عبر الإنترنت، أصبح دور الأجهزة المحمولة أكثر أهمية في هذا المجال، مما أدى إلى فكرة CMooc المدعومة بالهاتف المحمول المساعدة، أو المال Mooc،  حيث تتجاوز هذه الأجهزة كونها مجرد عملاء للدورة التدريبية المحمولة للعمل كجهاز مستشعر للهاتف المحمول يعتمد على الأجهزة المستندة إلى التطبيقات الموسعة التي يمكن أن توسع تعلم اللغة إلى الأنشطة اليومية في العالم الحقيقي. تغطي التقنيات التعليمية الناشئة الأخرى التي يمكن القول أنها مهمة لمجالات LMOOCs ، مثل تحليلات التعلم، والتلاعب، وشبكات التعلم الشخصية، والتقييم التكيفي والآلي.